# 克利斯提尼改革
克利斯提尼改革是在前6世紀末的古希腊城邦雅典，由政治家克利斯提尼所推動一系列政治改革。這些改革措拖，奠定了雅典民主政治的基礎。
其改革內容，包括擴大公民大會的權限，並推動以新的一百多個德模區（Demos）和十個新部族來取代希臘的傳統四個部族，以此防止傳統因部族利益犧牲城邦權益的情形，他以區作為自治區，由各區派出代表組成五百人會議，以應付全民組成的公民大會所無法應付的事務。除此之外，尚有陶片放逐法的實行。

## 建構新部落
鑑於昔日雅典舊有的四個部落存在著貴族世家對整個城邦的政治體系的掌控，故此克里斯提尼決心重組雅典整個部落制度。他建構出的新部落制度不同於以往以地域作界線的行政區劃，因為他知道雅典的貴族在著很大的地域性，若城邦以地域作分區或部落的話必定會使各個貴族派別擁地自重，故此他建構的新部落每個都包含雅典城邦的不同地區，相互散落且並不聯繫。每一個部落包含城市地區一區、沿海一區、以及內陸一區，以將不同地區混合的方式打破貴族世家擁地自重，互相攻訐的狀況。
克利斯提尼將阿提卡地區劃分作三個大區：首區是城市，一個包含雅典城、外港比里夫斯及其周遭三十哩長的海岸、以及兩城城郊的肥沃良田；第二是沿岸，即比里夫斯及其周遭海岸外的其他海岸；第三是分剩的內陸地區。每一大區分作十個稱作trittys特里提斯的區分，trittys意指三分部，沿襲自舊日四個部落中每個部落分作三組的區域名稱，在克利斯提尼革中則指城市一個特里提斯、沿岸一個特里提斯、內陸一個特里提斯，三個分部合併為一個部落。下設一百三十九個「德謨區」（demos），而每一特里提斯的德謨區數不一，有五個德謨區如acharnai阿卡奈，本身就是一個特里提斯，而有些特里提斯則下轄了九個德謨。今後雅典公民的名字便配有他居住的德謨區名，父親的名字及本名。即使他和後代遷至他區，他的區名依舊跟隨他最初在公元前五零八年克利斯提尼改革時的那個德謨區。
有說三十個特里提斯是依抽籤結果來分配部落，但有些人則認為是經人工規劃的，在亞里士多德著有的《雅典政制》認為是依抽籤結果，但今日史學家認為人工分配較合理，因為克利斯提尼必須平衡各個特里提斯不同的人口數，以確保不同部落及其人民皆有恰如其分比例的政治影響力。

## 五百人會議
五百人会议，又译作五百人议事会，是克利斯提尼改革后设立的议会，落实公民大会的决策，由部落轮流执政。

## 公民大會
克利斯提尼改革后扩大了公民大会的权力。

## 民眾法庭
在克里斯提尼改革中担当十分重要的司法角色。

## 將軍
将军由各部落选举。

## 行政官員
除了五百人會議外，雅典也需要其他行政官員去負責專門的施政工作，在克利斯提尼年代，雅典的官員數目比較少，但隨著雅典由一個小城邦躍升成為古希臘世界的大都會，以及提洛同盟的盟主，雅典需要的官員數目急劇增加，在公元前五世紀至四世紀，雅典大約有六百名行政官員，來處理和盟邦的外交關係、提洛同盟的公款、公共建築、及聯盟艦隊的設置。
行政官員必須要年滿三十歲，及隸屬五百桶戶pentakosiomedimnoi、騎士階層hippies、有軛牲階層zeugitai三個階層，條件和五百人會議議員一樣，但實務上也能接納雇工階層thetes成為行政官員，只要在選後回答自己是前三個階級便可，每一公職都是一年任期，而他們一生只能擔當同一官職一次，也不可同時兼任不同官職，不過可在不同年份擔當不同公職。但一般來說，官員都不可能不斷持續其官員生涯，因為所有行政官員、五百人會議議員及執政官在完結一年的公職後，都必須接受為期數個月，稱作euthynai的調查過程，包括一個稱作logistai的十人小組主動對官員的所作所為作出調查，以及由一個五百零一位陪審法官組成的特別法庭接受公民的申訴，而調查期間是嚴禁擔當公職的，因此每名官員若想連續官職生涯，必須相隔一年。
大多數官員都是十人一組的，每個部落都有一人出任官職。大概有一百名官員是由選舉產生包括步兵及騎兵指揮官、財政官員、及主管宗教事務的官員，因為這些官職都需要某些專業技能。在每年冬天的一次公民大會中會在每個部落各提供的多名人選中選出這些官員，之後會對這些官員進行職前訓練及測試，好在古希臘仲夏新年時這些官員順利投入工作。
而其餘的五百名官員會由自願者之中抽籤選出，有些職位會因權力大而且受歡迎而競爭激烈，但有些公職卻因無人擔當而要在缺額的情況下工作。部落會提供出多人一份名單予城邦，然後在雅典衛城東的希修斯聖殿（Sanctuary of Theseus）中抽籤決定人選，整個抽籤過程由六個司法執政官thesmothetai主持。這些官員掌管一般的行政事務，比如管制市場及度量衡、主管官賣小麥的供應、神殿的工程修繕、監督城邦財政，道路維修清潔等、管理來自西徐亞的三百個弓箭手警察。其中一個行政小組比較特別，一個執法小組，掌管城邦監獄、處理充公財產、執行包括死刑在內的刑罰，有擁有十一名成員，而非一般的十名。
和五百人會議的議員一樣，官們在擔任職務期間擁有一些特權，包括免服兵役，在城邦中的慶典中享有特別坐位，以及可以頭戴桃金孃製成的冠冕彰顯身份。而在西元前四五零年後，官員也可領取一定的薪資，以津貼貧困戶擔當公務。

## 陶片放逐法
陶片放逐法由雅典政治家克里斯提尼于前510年创立。如果有人企图威胁雅典的民主制度，雅典人民可以通过这项制度把他逐出雅典。